# Радован, Денис
Денис Радован (род. 12 октября 1992, Кёльн, Германия) — немецкий профессиональный боксер в среднем весе. В марте 2023 года он занимает 4-е место в мировом рейтинге по версии Международной боксерской федерации (IBF).

## Ранние годы
Денис Радован родился в Кёльне, Германия, у румынских родителей, бежавших от режима Чаушеску. С раннего возраста он проявлял интерес к спорту, особенно к боксу. Он начал тренироваться в боксе в возрасте 10 лет, и с тех пор эта дисциплина стала важной частью его жизни.

## Профессиональная карьера
В ноябре 2016 года он подписал контракт с немецким промоутером Sauerland Event и одержал победу в своём дебютном бою 3 декабря того же года в Карлсруэ. Его тренерами стали Юрген Брэмер и Конни Миттермайер.
После 11 побед в декабре 2018 года он провёл бой, завершившийся ничьей против Ронни Миттага, однако выиграл матч-реванш и завоевал титул чемпиона Европы по версии IBF в среднем весе 6 апреля 2019 года в Во…
[12:52, 20.05.2025] ChatGPT: Он защитил титул в 2020 году в Мюнхене против Нуху Лавала, в 2021 году в Ильзенбурге (Гарц) против Брайана Роуза и в 2022 году в Кёльне против Рафаэля Бехарана. В марте 2023 года он также победил Фуада Эль-Массуди.

## Список профессиональных боёв
| Год                | Дата        | Соперник                      | Результат                                                   | Тип                                 | Раунды                           | Место проведения                      |
| ------------------ | ----------- | ----------------------------- | ----------------------------------------------------------- | ----------------------------------- | -------------------------------- | ------------------------------------- |
| 2016               | 3 декабря   | Йожеф Рац (Венгрия)           | Победа                                                      | По очкам (единогласное решение)     | 6/6                              | Карлсруэ, Ufgauhalle                  |
| 2017               | 4 марта     | Ондржей Марван (Чехия)        | Победа                                                      | Технический нокаут                  | 4/6                              | Ванген-им-Алльгой, Argensporthalle    |
| 2017               | 25 марта    | Атин Карабет (Германия)       | Победа                                                      | По очкам (единогласное решение)     | 6/6                              | Потсдам, MBS Arena                    |
| 2017               | 13 мая      | Франсиско Дуран (Испания)     | Победа                                                      | Технический нокаут                  | 1/6                              | Карлсруэ, Ufgauhalle                  |
| 2017               | 17 июня     | Йосип Дурич (Хорватия)        | Победа                                                      | По очкам (единогласное решение)     | 6/6                              | Вецлар, Rittal Arena                  |
| 2017               | 9 сентября  | Янн Бинанга Абоге (Франция)   | Победа                                                      | По очкам (единогласное решение)     | 6/6                              | Берлин, Max-Schmeling-Halle           |
| 2017               | 7 октября   | Тиран Мец (Германия)          | Победа                                                      | По очкам (единогласное решение)     | 8/8                              | Штутгарт, Hanns-Martin-Schleyer-Halle |
| 2018               | 17 февраля  | Маттиа Скачча (Италия)        | Победа                                                      | Технический нокаут                  | 4/8                              | Людвигсбург, MHPArena                 |
| 2018               | 18 мая      | Ференц Альберт (Венгрия)      | Победа [12:53, 20.05.2025] ChatGPT:                         | Технический нокаут                  | 1/8                              | Потсдам, MBS Arena                    |
| 2018               | 14 июля     | Павел Семёнов (Эстония)       | Победа                                                      | По очкам (единогласное решение)     | 8/8                              | Оффенбург, Baden-Arena                |
| 2018               | 10 июня     | Флориан Вильденхоф (Германия) | Победа                                                      | Технический нокаут                  | 1/8                              | Вольфсбург, Congress Park             |
| 2018               | 1 декабря   | Ронни Миттаг (Германия)       | Ничья                                                       | Раздельное решение (Split Decision) | 10/10                            | Гуммерсбах, Schwalbe Arena            |
| 2019               | 6 апреля    | Ронни Миттаг (Германия)       | Победа (вакантный титул чемпиона Европы IBF в среднем весе) | По очкам (раздельное решение)       | 10/10                            | Вольфсбург, Congress Park             |
| 2019               | 26 октября  | Люк Блэкледж (Великобритания) | Победа                                                      | Технический нокаут                  | 4/8                              | Лондон, O2 Arena                      |
| 2020               | 26 сентября | Нуху Лаваль (Германия)        | Победа (защита титула IBF Европы)                           | По очкам (единогласное решение)     | 10/10                            | Исманинг, Plazamedia Studios          |
| 2021               | 3 декабря   | Брайан Роуз (Великобритания)  | Победа (защита титула IBF Европы)                           | Технический нокаут                  | 8/10                             | Ильзенбург, Harzlandhalle             |
| 2022               | 7 мая       | Рафаэль Бехаран (Доминикана)  | Победа (защита титула IBF Европы)                           | Технический нокаут                  | 2/10                             | Кёльн, Sartory-Säle                   |
| 2023               | 24 марта    | Фуад Эль Массуди (Франция)    | Победа                                                      | Техническое решение                 | 5/6                              | Болтон, Bolton Whites Hotel           |
| 2024               | 9 ноября    | Касим Гаши (Германия)         | Победа                                                      | Технический нокаут                  | 2/6 [12:53, 20.05.2025] ChatGPT: | Шверин, Palmberg Arena                |
| (Источник: BoxRec) |             |                               |                                                             |                                     |                                  |                                       |

## Стиль боя
Радован известен своей техникой и мощными ударами. Он обладает хорошими физическими данными и обладает стратегическим подходом к каждому бою. Боксёр предпочитает доминировать в ринге и использовать свою выносливость и технику для победы.

## Достижения
- В марте 2023 года Денис Радован занимает 4-е место в мировом рейтинге IBF в среднем весе.
- Он продолжает продвигаться по карьерной лестнице и является одним из претендентов на титулы в среднем весе.

## Личная жизнь
Жена ― федеральный министр экономического сотрудничества и развития Германии Рим Алабали-Радован.